# Jan Kees de Jager

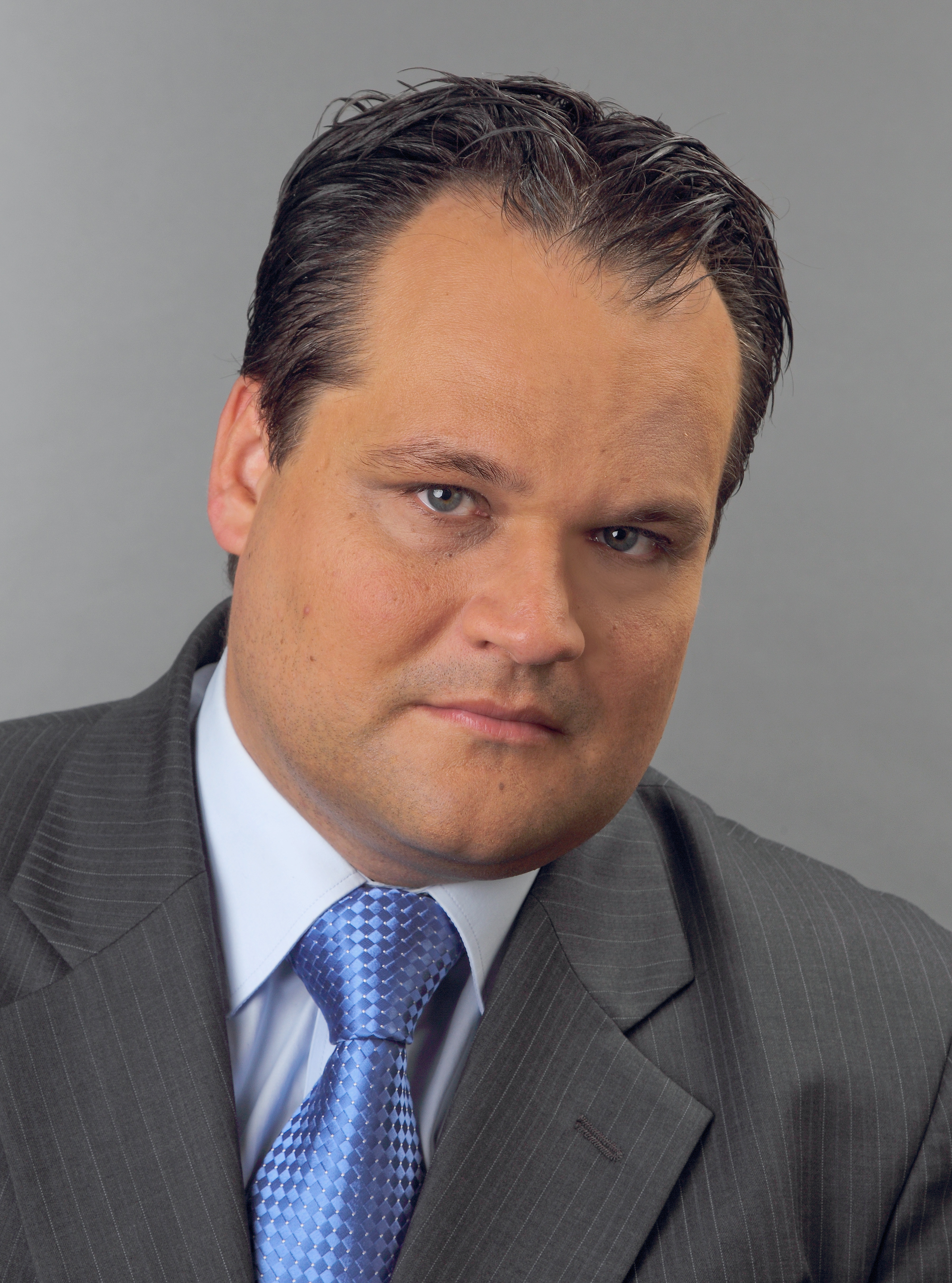
Jan Kees de Jager

Jan Cornelis (Jan Kees) de Jager (* 10. Februar 1969 in Kapelle (Zeeland)) ist ein niederländischer Politiker der Partei Christen-Democratisch Appèl (CDA) und war von 2010 bis 2012 Finanzminister des Landes.

## Leben
Vom 22. Februar 2007 bis zum 23. Februar 2010 war er Finanzstaatssekretär. Ab dem 23. Februar 2010 war er Finanzminister im Kabinett Balkenende IV und seit dem 14. Oktober 2010 im Kabinett Rutte I. Vom 17. Juni 2010 bis zum 14. Oktober 2010 war er Mitglied der Zweiten Kammer der Generalstaaten.
Von 1992 bis 2007 ist er Direktor des IT-Unternehmens Sana Commerce gewesen.
De Jager hat Betriebswirtschaftslehre an der Wirtschaftsuniversität Nyenrode und Wirtschaftssoziologie sowie Betriebswirtschaftslehre und Rechtswissenschaften an der Erasmus-Universität Rotterdam studiert. Im Mai 2011 erklärte Jager, dass er einen Lebensgefährten habe.